# Leonard von Pfaler
Karl Elis Leonard von Pfaler, född 20 december 1856, död 28 februari 1931, var en finländsk bankman, kommunalman och politiker.
Pfaler blev filosofie doktor juris utriusque kandidat 1882, var redaktör för Helsingborgs Dagblad 1877–1885 samt från 1884 i bankverksamhet. Han var senare bland annat VD för Nordiska föreningsbanken i Helsingfors 1919–1928 och en av Finlands ledande bankmän, en framstående kommunalman i Helsingfors, ledamot av borgarståndet vid lantdagarna 1885–1906 och dess talman 1905–1906.